# Symfonie nr. 9 (Beethoven)

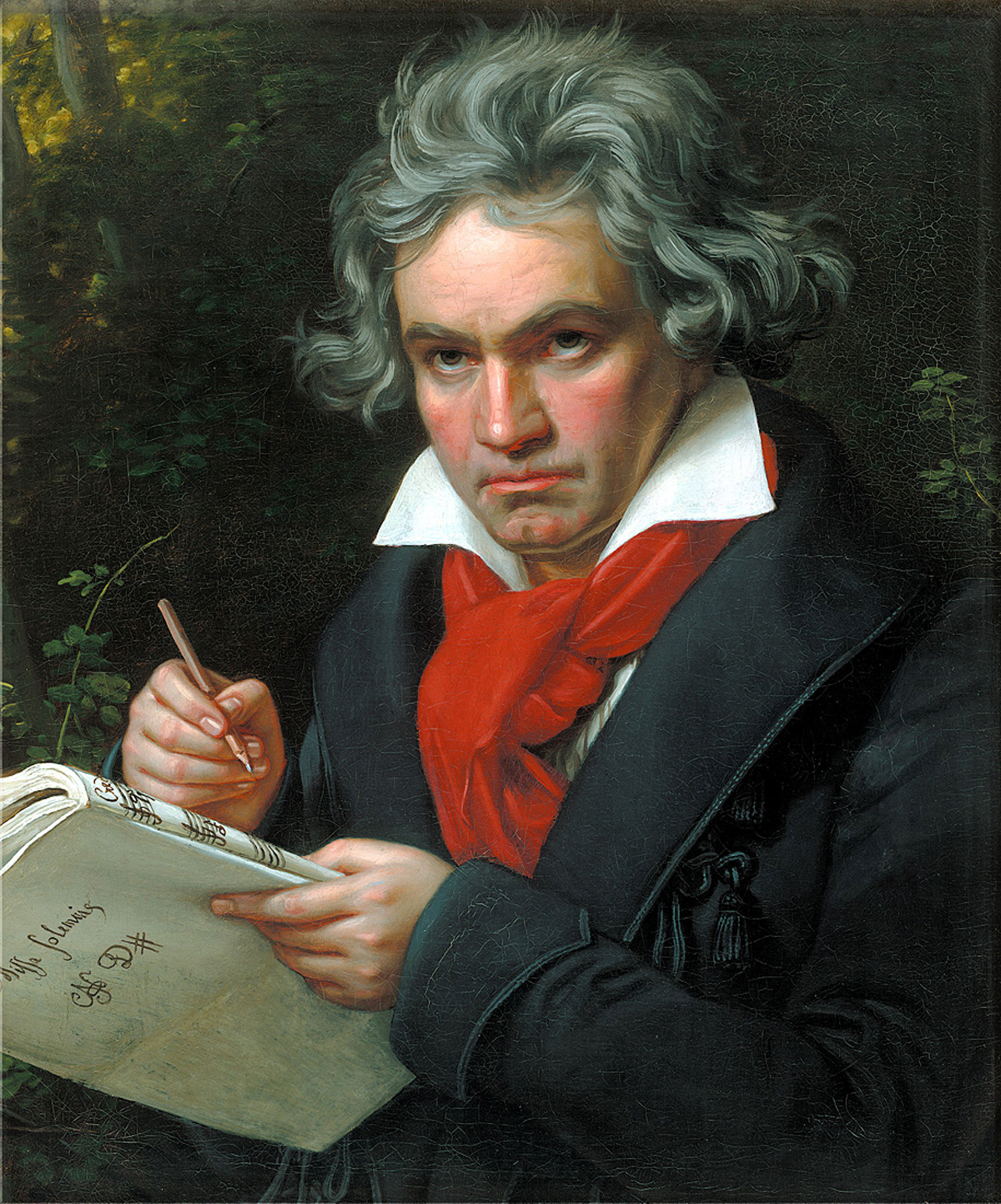
Portret van Beethoven door Joseph Karl Stieler, 1820

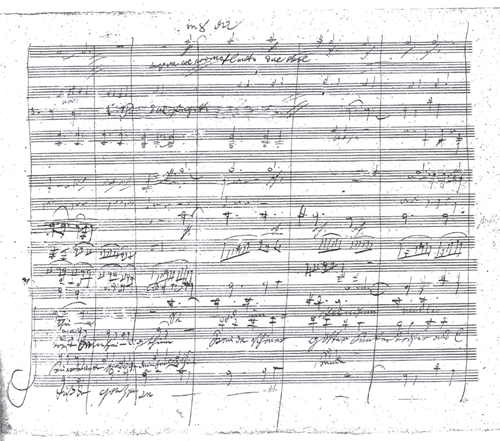
Fragment van het handschrift van de finale van de 9e symfonie

De Negende Symfonie in d mineur, Op. 125 is een symfonie gecomponeerd door Ludwig van Beethoven en wordt gezien als een hoogtepunt in het landschap van de klassieke muziek en ver daarbuiten. Acht jaar na zijn achtste voltooide hij deze symfonie eind 1823 of begin 1824, toen hij al volledig doof was. De première vond plaats op 7 mei 1824 in het Kärntnertortheater te Wenen.
"De negende" is welhaast zijn eigennaam, maar het werk wordt ook de Koorsymfonie genoemd. De oorspronkelijke Duitse titel die de componist aan zijn schepping meegaf, biedt een aardige impressie van zijn ambitie en pretentie: "Sinfonie mit Schlusschor über Schillers Ode An die Freude für großes Orchester, 4 Solo und 4 Chorstimmen componiert und seiner Majestät dem König von Preußen Friedrich Wilhelm III in tiefster Ehrfurcht zugeeignet von Ludwig van Beethoven, 125 tes Werk". Het is een symfonie met koorfinale op Schillers ode An die Freude voor groot orkest, vier solisten en vier koorstemmen, gecomponeerd en aan zijne Majesteit de koning van Pruisen Frederik Willem III opgedragen door Ludwig van Beethoven, opus 125. Het handschrift, het origineel, van de negende symfonie bevindt zich in de Staatsbibliothek zu Berlin. Men kan dit handschrift online bekijken op een website van deze bibliotheek.
Het werk kenmerkt zich door de grote dynamiek, de krachtige gevoelsuitingen in nauwelijks waarneembaar kleine stiltes en in overweldigend grote gebaren. De romantische muziek weerspiegelt al het lijden van de kunstenaar, zijn woedendste wanhoop maar ook zijn dromen, dankbaarheid en durf. De genoemde vier solisten hebben de partijen van sopraan, alt, tenor en bariton. De koren zijn sopraan, alt, tenor en bas. Beethoven programmeerde de muziek voor de koren op een nieuwe manier, alsof het muziekinstrumenten waren.
De negende symfonie was de laatste die Beethoven voltooide. De plannen voor de tiende waren halverwege toen hij drie jaar later in 1827 overleed. Hierna ontstond het 9e Symfonie-syndroom.
De ode An die Freude (lofzang op de vreugde) is een gedicht van de Duitse dichter Friedrich von Schiller uit 1785. Beethoven nam er enkele regels uit over in het vierde en laatste deel van de symfonie. Deze muziek werd in 1972 op uitnodiging van de Raad van Europa door Herbert von Karajan van nieuwe arrangementen voorzien voor gebruik als het Europese volkslied.

## Ontstaan
Vermoedelijk zette Beethoven in 1818 de eerste noten op papier. Reeds in 1793 wilde hij het gedicht van Schiller op muziek zetten, maar alle sporen van die poging zijn verloren gegaan. In 1817 gaf de Philharmonic Society of London (thans de Royal Philharmonic Society) hem de commissie voor een symfonie. Het thema voor het scherzo in het tweede deel is terug te vinden in een fuga die hij in 1815 had geschreven.

### Première
De eerste uitvoering van het werk was Beethovens eerste publieke optreden in twaalf jaar tijd. De zaal zat tot de nok toe vol. Beethoven stond zelf naast de dirigent. Het orkest had echter de aanwijzingen gekregen alleen op de dirigent te letten.
Er volgden vijf uitbundige staande ovaties, waarbij zakdoeken en hoeden de lucht in gingen zoals nimmer vertoond. Beethoven was zo slecht van gehoor, dat een van de solisten, de alt Caroline Unger, hem na afloop naar het publiek moest draaien zodat hij kon zien dat het publiek voor hem applaudisseerde. Zwaar geëmotioneerd nam hij de eerbetuigingen in ontvangst, wat tot nog geestdriftiger toejuichingen leidde. De politie moest eraan te pas komen om de zaal uiteindelijk te ontruimen.
Later volgden kritische geluiden. Sommige dissonanten in de compositie vond men ongepast, het orkest had te weinig gerepeteerd en de uitvoering was onder de maat.
De eerste gedeeltelijke uitvoering in Nederland vond in 1838 plaats in Felix Meritis in Amsterdam onder leiding van Johannes van Bree, "wel eene voortreffelijk gelukte uitvoering van dit reusachtig werk", aldus de recensent van het Algemeen Handelsblad. De eerste volledige uitvoering was onder leiding van Van Bree in 1848.

## Instrumentatie
De symfonie kent de grootste bezetting van Beethovens genummerde symfonieën en een van de grootste bezettingen uit zijn gehele oeuvre. Bovendien verdubbelde Beethoven bij de première de bezetting van de blaasinstrumenten.
houtsectie
piccolo (alleen in het vierde deel)
2 dwarsfluiten
2 hobo's
2 klarinetten in A, Bes en C
2 fagotten
contrafagot (alleen in het vierde deel)
kopersectie
4 hoorns in D, Bes en Es
2 trompetten in D en Bes
3 trombines (alt, tenor, en bas; alleen in het tweede en vierde deel)
percussie
pauken
grote trom (alleen in het vierde deel)
triangel (alleen in het vierde deel)
bekkens (alleen in het vierde deel)
stemmen (alleen in het vierde deel)
sopraan solo
alt solo
tenor solo
bariton (of bas) solo
SATB-koor (korte divisie bij de tenor)
strijksectie
eerste en tweede viool
altviool
cello
contrabas

## Inhoud
De symfonie bestaat uit vier delen, als volgt:
1. Allegro ma non troppo, un poco maestoso
2. Molto vivace
3. Adagio molto e cantabile
4. Presto/recitative - Allegro ma non troppo/recitative - Vivace/recitative - Adagio cantabile/recitative - Allegro assai/recitative - Presto/recitative: "O Freunde" - Allegro assai: "Freude, schöner Götterfunken" - Alla marcia - Allegro assai vivace: "Froh, wie seine Sonnen" - Andante maestoso: "Seid umschlungen, Millionen!" - Adagio ma non troppo, ma divoto: "Ihr, stürzt nieder" - Allegro energico, sempre ben marcato: "Freude, schöner Götterfunken" / "Seid umschlungen, Millionen!" - Allegro ma non tanto: "Freude, Tochter aus Elysium!" - Prestissimo: "Seid umschlungen, Millionen!"

### Eerste deel
In de eerste noten komen de violen op met het thema in d kleine terts. Aanvankelijk verloopt het sonataschema nog pianissimo. Dit thema komt later spetterend fortissimo terug in D grote terts. Niet eerder schreef Beethoven voor een kwartet van hoorns. In dit deel lijkt het stuk rond te zweven in een grote lege ruimte waarin de wereld gevormd wordt en waarop het noodlot toeslaat.

### Tweede deel
Op een levendige manier komt en passant het originele d-mineurthema terug in het scherzo. Op de helft van het deel stopt de muziek even om het daarna te herhalen met wat variaties. Het deel heet Molto vivace, maar is in feite een van de grootste Scherzi ooit geschreven door Beethoven. Bijzonder is de rol van de hoorn die op sommige momenten zelfs boven de strijkers uitkomt.

### Derde deel
Verschillende majeurakkoorden wisselen elkaar af, in 4/4- naar 12/8- en ten slotte 3/4-maat. De laatste variatie wordt onderbroken door fanfares met het volledige orkest, die eenzaam maar zelfverzekerd worden beantwoord door de eerste violen. Het thema van dit deel is zangerig zoals het cantabile al aangeeft. De strijkers maken samen een melodie die heel langzaam sterker wordt terwijl de fluiten ertussendoor spelen. Ongeveer op de helft nemen de fluiten de hoofdrol over en herhalen het thema met een iets hogere klank waarbij de strijkers eerst zacht meespelen en daarna de hoofdrol weer overnemen. Bijzonder in dit deel is de prominente rol van de hoorn die eerst zo nu en dan iets laat horen, maar dan als de fluiten aan de beurt zijn geweest de aandacht vraagt voor een mooie toonladder van boven naar beneden.

### Vierde deel
Het laatste deel is als het geheel, een geheel in vier delen. Een inleiding, een scherzo, een afwachtend intermezzo en ten slotte de uitbarsting. Na een waterval over alle toonladders is het plotseling muisstil. Dan zet de bariton in met de drie regels die Beethoven zelf toevoegde ter inleiding op het gedicht van Schiller:
| Duits origineel O Freunde, nicht diese Töne! Sondern laßt uns angenehmere anstimmen und freudenvollere. Freude! Freude! | Nederlandse vertaling O vrienden, niet deze tonen! Laat ons liever aangenamere aanzetten en vreugdevollere. Vreugde! Vreugde! |

## Uitvoering
De complete symfonie duurt langer dan een uur. Een normale uitvoering kan tot 70 minuten in beslag nemen. Een uitvoering vergt relatief veel van alle uitvoerenden, de musici, de solisten en de koorleden. Sommige dirigenten hebben weleens getracht de druk van de ketel te nemen door het tempo naar beneden bij te stellen. Dat wordt door anderen echter zelden gewaardeerd.

## Invloed
Johannes Brahms citeert uit de finale in zijn eerste symfonie. Het werk heeft echter ook een plaats buiten de concertzaal, in boeken en films, sport en computerspellen.
Het finale deel werd als volkslied gespeeld door het verenigde team van Oost- en West-Duitsland bij de Olympische Zomerspelen van 1956, 1960 en 1964.
In A Clockwork Orange van Anthony Burgess uit 1962 gaat hoofdpersoon Alex op tilt bij het horen van de machtige donder in bepaalde passages. Voor de verfilming door Stanley Kubrick uit 1971 produceerde Wendy Carlos een elektronische versie.
Vanaf de vroege 20e eeuw zijn er bijzondere uitvoeringen op grammofoonplaat vastgelegd. Het werk kan ook a capella worden uitgevoerd, of op gitaar. Sinds een tiental jaren worden losse fragmenten ook als ringtone op mobiele telefoons gehoord.
De keuze van Philips en Sony voor een cd-formaat van 12 centimeter werd mede bepaald door de wens dat de negende symfonie in zijn geheel op één cd kon worden opgenomen.